# L'Éventail (journal)
Pour les articles homonymes, voir Éventail (homonymie).
L'Éventail est un journal hebdomadaire fondé en Belgique, l'année 1888, par le poète Max Waller, Frédéric Rotiers et Victor Reding.

## Présentation
En 1888, le poète belge Max Waller, Frédéric Rotiers, de la revue belge La Jeune Belgique, et Victor Reding fondent l'hebdomadaire L'Éventail. Ce journal traite de l'actualité théâtrale, littéraire, artistique et mondaine de la ville de Bruxelles. Dès ses débuts, il devient le programme officiel des théâtres royaux de La Monnaie et du Parc et des Concerts populaires.
Au début du XXe siècle, le périodique bruxellois renseigne notamment son lectorat sur toute l'activité diplomatique et consulaire, observable dans la capitale belge.